# اچ‌بی‌آی-۳۰۰۰
اچ‌بی‌آی-۳۰۰۰ (به انگلیسی: HBI-3000) یک داروهای ضد آریتمی در حال مطالعه با شناسه پاب‌کم ۱۰۱۴۳۲۷۵ است. 